# کردمحله (رشت)
کُردمحله یکی از محلات قدیمی شهر رشت است که در بافت تاریخی این شهر واقع شده‌است. کردمحله در دوران قاجار روستایی در شرق شهر رشت بود که به تدریج به محله‌ای در شرق این شهر تبدیل شد.

## موقعیت
کُردمحله از شمال به خیابان دیانتی و خیابان شهدای اسلام، از شرق به بزرگراه مدرس و بلوار امام رضا، از جنوب به میدان امام حسین، بلوار شهید چمران، خیابان نسیم، خیابان جام جم، میدان شهدای بسیج رسانه و خیابان رودبارتان و از غرب به خیابان شهید رستگار، میدان فتحی، بلوار شهدا و خیابان سلمان فارسی محدود می‌شود.
در همسایگی کردمحله محله‌های ‌شهرک فجر آزادگان، شیخ‌آباد، شهرک بهشتی، شالکو، رودبارتان قرار دارند. کُردمحله در محدودۀ طرح ترافیک و طرح زوج و فرد شهر رشت قرار ندارد.

## موقعیت تاریخی
در منابع دوران قاجار به کُردمحله به عنوان روستایی در شرق شهر رشت اشاره شده‌است. با این وجود این روستا به تدریج به محله‌ای در شرق رشت تبدیل شد. محلۀ سرچشمه نیز بخشی از روستای کُردمحله به شمار می‌آمد.

## اماکن شاخص
بوستان کودک ولیعصر، کتابخانۀ امام رضا و مسجد کُردمحله (ابوذر) در کُردمحله قرار دارند.

 مسجد کُردمحله که بعداً ابوذر نامیده شد، مسجدی تاریخی است که قدمت بنای اولیۀ آن به دوران قاجار بازمی‌گردد.

## گورستان کردمحله
گورستان کُردمحله در شمال محلۀ سرچشمه و در فاصلۀ سرچشمه با مسجد ابوذر قرار داشت. قدمت این گورستان به دوران قاجار می‌رسید و خویشاوندان بسیاری از خانواده‌های قدیمی کُردمحله در این گورستان دفن شده‌بوند. در دهۀ چهل خورشیدی این گورستان و تپه‌ای که در بخشی از آن قرار داشت با خاک یکسان شد و زمین آن توسط ادارۀ فرهنگ رشت به ساخت مدرسه‌ای اختصاص داده‌شد که هم‌اکنون «مدرسۀ ابتدایی آیت‌الله محمدی گیلانی» نامیده می‌شود. علاوه بر این، گورستان ارمنیان رشت نیز در مجاورت محلۀ سرچشمه قرار داشت. این گورستان به مساحت ۳۲۰۰ متر مربع در شمال شرقی محلۀ ارمنی بولاق (وارتاپت بولاق) قرار داشت که در دهۀ ۱۳۴۰ تخریب شد.